# Michael G. Morony
Michael G. Morony, all'anagrafe Michael Gregory Morony (Sacramento, 30 settembre 1939), è un orientalista statunitense.

## Biografia
Professore di Storia nella UCLA dal 1974, ha spaziato coi suoi interessi e le sue ricerche dalla storia del Vicino Oriente antico a quella del Vicino Oriente islamico.
a
Ha conseguito il suo BA in Lingue del Vicino Oriente nella University of California, Berkeley e un MA in Studi Islamici e un PhD (1972) in Storia nell'University of California, Los Angeles. La sua tesi conclusiva, inizialmente seguita da Gustave von Grunebaum, riguardava la storia della Mesopotamia dopo la conquista islamica. Fu più tardi data alle stampe sotto il titolo Iraq After the Muslim Conquest. Dopo la morte di von Grunebaum, il suo elaborato conclusivo fu seguito da Nikki R. Keddie. Oltre a questi due studiosi, Morony ha lavorato anche con W. B. Henning a Berkeley e con M. A. Shaban.
Le ricerche di Morony sono per lo più concentrate sulla storia economica del Vicino Oriente, Nordafrica e Spagna musulmana. Ha scritto numerosi lavori in merito ed è da molti considerato una delle principali autorità in proposito.

## Opere scelte
- "Iraq after the Muslim Conquest" (Princeton, 1983)
- The History of al-Tabari, Vol. XVIII, "Between Civil Wars: The Caliphate of Mu'awiyah" (Albany, 1987), traduzione
- "Production and the Exploitation of Resources" Archiviato il 14 luglio 2014 in Internet Archive., Series: The Formation of the Classical Islamic World: 11, 2002, ISBN 978-0-86078-706-8 (ed.)
- "Manufacturing and Labour" Archiviato il 23 settembre 2015 in Internet Archive., Series: The Formation of the Classical Islamic World: 12, 2003, ISBN 978-0-86078-707-5 (ed.)